# Anders Grönwall
Anders Grönwall,  född den 29 juli 1671 på gården Grönvallen i Grytnäs socken i Dalarna, död den 20 februari 1758 i Uppsala, var en svensk professor och lagman. 
Sitt efternamn tog Grönwall efter fädernegården, där fadern, Peder Andersson var bonde. Grönwall blev tjugotre år gammal student vid Uppsala universitet, och vann efter nio års studier den filosofiska graden med andra hedersrummet. Kort därefter utsedd till lärare för en friherre Martin Trotzigs son, företog han en resa till England där han kvarstannade i tre år, varefter han besökte Nederländerna, Frankrike och flera andra länder, samt återkom till Sverige 1710. 
Under sin frånvaro utnämnd till filosofie adjunkt i Uppsala, måste han för sina små inkomster åta sig bokauktionerna i Stockholm och Uppsala, en binäring som han bibehöll även efter det han 1712 blivit förordnad till akademiesekreterare. 1719 befordrades han till professor ethices et politices. Den befattningen hade han till 1748, då han tog avsked och erhöll titeln lagman. 
Genom ett indraget levnadssätt och sträng sparsamhet hade han samlat en ej obetydlig förmögenhet, av vilken han anslog en större summa till stipendier för studerande av Västmanlands-Dala nation i Uppsala. Sin litterära verksamhet nedlade han i akademiska dissertationer, av vilka han efterlämnat 145 stycken.